# Tönköd
Tönköd (Groșeni), település Romániában, a Partiumban, Arad megyében.

## Fekvése
Borossebestől északra, a Béli-hegységben fekvő település.

## Története
Tönköd nevét 1580-ban említette először oklevél Groos néven. 1692-ben Gros, 1808-ban Gross ~ Grós, Grosi, 1913-ban  Tönköd néven írták.
Tönköd, előző nevén Gross földesura a nagyváradi 1. számú püspökség volt, melynek itt a 20. század elején is voltak birtokai.
1910-ben 1116 lakosából 1105 román, 11 magyar volt. Ebből 1105 görögkeleti ortodox volt.
A trianoni békeszerződés előtt Bihar vármegye Béli járásához tartozott.
Hegyeiben egykor jó minőségű malomkövet fejtettek.

## Nevezetességek
- Görög keleti temploma 1790-ben épült.